# エマルション

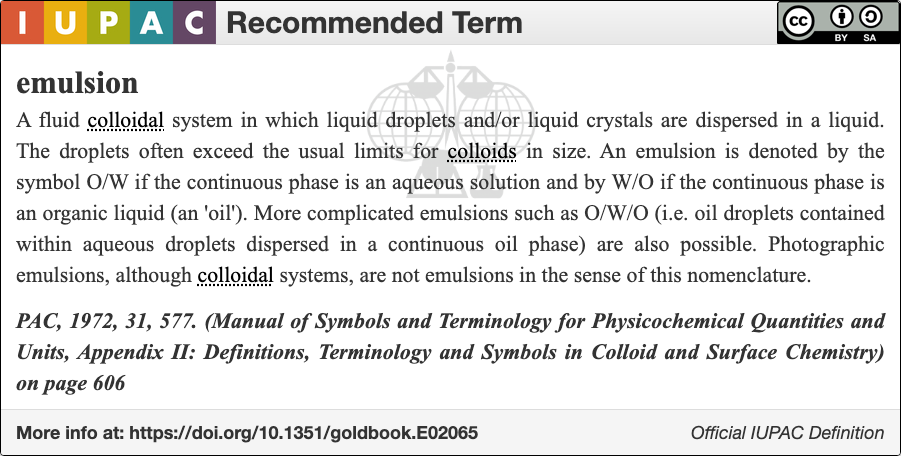
国際純正・応用化学連合によるエマルションの説明

1. 相I, IIは、互いに混じり合わない。
2. 攪拌すると、相IIが相Iに分散する。
3. 分散後に放置すると、徐々に分離する。
4. 界面活性剤（粒子の周りの輪郭）を添加することにより安定する。

エマルション（英: emulsion）は、相互に親和性の低い液体の一方が、他方に微粒子状に分散している状態の液体である。エマルジョン、乳濁液（にゅうだくえき）ともいう。エマルションは、食品、化粧品、医薬品など、幅広い分野で利用されている。
分散している粒子（液滴）を分散質、外側の媒質を分散媒という。水と油（水に不溶性の有機化合物）からなるものが一般的であり、水を分散媒、油を分散質としたものをO/Wエマルション（水中油滴型エマルション、英: oil-in-water emulsion）という。それに対して、油を分散媒、水を分散質としたものをW/Oエマルション（油中水滴型エマルション、英: water-in-oil emulsion）という。また、W/Oエマルションを分散質、水を分散媒としたW/O/Wエマルションや、O/Wエマルションを分散質、油を分散媒としたO/W/Oエマルションといった複合エマルション（マルチプルエマルション）も存在する。しばしば、写真フィルムの感光層など、親水コロイドで保護されたコロイド分散系のこともエマルションと呼ばれることがある。

## 語源
エマルション (emulsion) の語源はラテン語のemulgereで、ex（出す）とmulgere（搾乳する、搾り取る）から成る。もともとはナッツ類から搾られる乳状の液体を指した。

## 外観と性質
エマルションは分散質と分散媒で構成されていて、その境界を界面と呼ぶ。エマルションは多くの界面を持ち、光を散乱させるため、濁った外観を持つ。すべての光が均等に散乱すると白濁して見える。十分に希薄であれば、短波長の光がより多く散乱され、青く見えるようになる（チンダル現象）。十分に高濃度であれば、より黄色く見えるようになる。この現象は、乳脂肪分をほとんど含まない脱脂乳と、乳脂肪分を多く含むクリームを比較すると容易に観察できる。水と油の混合物もその一例である。
分散質の大きさが非常に小さいマイクロエマルションやナノエマルションは、半透明に見える。この性質は、光が分散質によって散乱されるのは、分散質の粒子サイズが入射光の波長の約4分の1を超える場合に限られることが要因である。可視光のスペクトルは390–750ナノメートル (nm) の波長で構成されているため、エマルション中の粒子サイズが約100 nm以下であれば、光は散乱されることなく通過することができる。
一般的なエマルションは熱力学的に不安定な系であるため、エマルションを生成するには攪拌や超音波照射などのエネルギー投入が必要である。時間の経過とともに、エマルションを構成する相の安定な状態に戻る傾向があるため、攪拌し続けない限り、すぐに分離してしまう。マイクロエマルションは熱力学的に安定であり、半透明のナノエマルションは動力学的に安定である。エマルションがO/WエマルションになるかW/Oエマルションになるかは、両相の体積分率と界面活性剤（乳化剤）の種類によって決まる。

### 安定性
エマルションの安定性とは、時間経過でエマルションの特性が変化しないことをいう。エマルションの不安定性には、クリーミング、凝集、合一、オストワルドライプニングの4種類がある。クリーミングは、浮力の影響や遠心分離機を使用した場合に誘発される向心力の影響で、粒子がエマルションの上部に集まる現象である。クリーミングは牛乳、アーモンドミルク、豆乳などによく見られる現象で、通常は粒子の大きさに変化はない。W/Oエマルションでは、粒子が沈降することもある。分散質が分散媒よりも密度が高く、重力によって密度が高い粒子がエマルションの底に引き寄せられることで起こる。凝集は、粒子間に引力が生じ、ブドウの房のような塊が形成されるものである。粒子が互いにぶつかって結合し、より大きな粒子を形成すると合一が起こり、平均粒子サイズは時間とともに大きくなる。
適切な乳化剤を用いることで、粒子の大きさが時間とともに大きくならないように、動力学的安定性を高めることができる。エマルションの安定性は、懸濁液と同様に、粒子間の反発を示すゼータ電位で評価することができる。エマルションは、粒子の大きさや分散性が時間とともに変化しない場合、安定している。例えば、脂肪酸のモノ-およびジグリセリドと乳タンパク質を界面活性剤として含むO/Wエマルションは、25 °Cで28日間保存しても安定した粒子サイズを維持した。
エマルションの安定性は、光の散乱、収束ビーム反射測定 (FBRM)、遠心分離、レオロジーなどの方法を用いて評価することができる。

### 不安定化の促進方法
不安定化の動力学的過程はかなり長く、数ヶ月、ものによっては数年に及ぶこともある。エマルションを用いた製品を試験する場合、試験時間を短縮するために不安定化を促進する必要がある。最も一般的な方法は熱的方法であり、相転移や化学分解の臨界温度以下の場合、エマルション温度を上昇させて不安定化を促進させる。

## 乳化剤
乳化剤は、油と水の界面張力を低下させることによってエマルションを安定化させる。乳化剤としては界面活性剤が最もよく用いられ、まれに高分子物質や微粉体が用いられる。乳化剤は、一般的に親水基と親油基を有する両親媒性の化合物である。水に溶けやすい乳化剤は一般にO/Wエマルションを形成し、油に溶けやすい乳化剤はW/Oエマルションを形成する。乳化剤選択の指標には、HLB値や臨界ミセル濃度がある。

## 乳化の理論
乳化の過程には、以下のように様々な物理的・化学的過程やメカニズムが関与している可能性がある。
- 表面張力 - 乳化は2相間の界面張力の低下によって起こる。
- 反発力 - 乳化剤によって一方の相の上に膜が作られ、球が形成される。球は互いに反発し合い、分散質は分散媒中に浮遊したままになる。
- 分散媒の粘度 - 親水コロイドであるポリエチレングリコール、グリセリン、カルボキシメチルセルロースなどの高分子乳化剤を用いることで、分散媒の粘度を増加させ、分散質の懸濁状態を維持する。

## 乳化方法
乳化方法には、主に次のものがある。
- 機械乳化
- 電気毛管乳化
- 転相乳化
- 液晶乳化
- 転相温度乳化（PIT乳化）
- D相乳化
- 可溶化領域を利用した超微細乳化
- 三相乳化

## 用途

### 食品

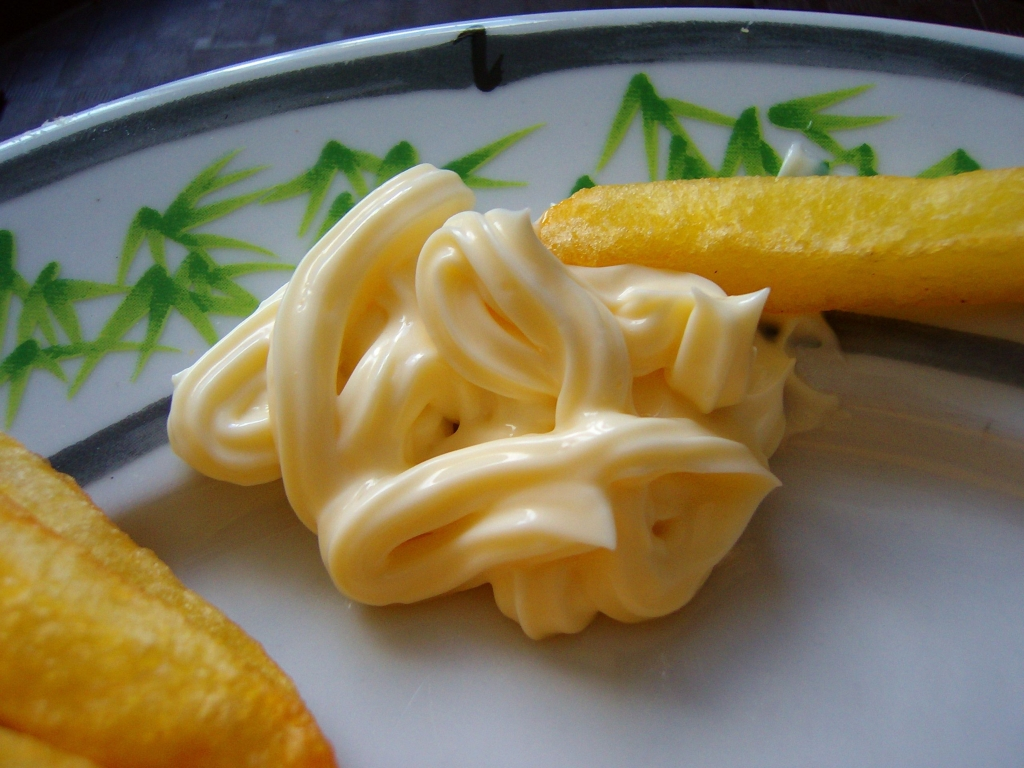
O/Wエマルションの一種であるマヨネーズ

O/Wエマルションは、マヨネーズやオランデーズソースなど、食品によく使われている。
W/Oエマルションは、バターやマーガリン、ヴィネグレットソースが該当する。

### 医薬品・化粧品
エマルションは、医薬品としては、乳剤、坐剤、シロップ剤、注射剤、点眼剤、軟膏剤、リニメント剤、ローション剤に使用される。また、化粧品では、クリーム（パニッシングクリーム、エモリエントクリーム、コールドクリーム）、乳液などがエマルションである。
マイクロエマルションは、ワクチンの投与や微生物の殺菌に使用される。これらに利用されるエマルションは、主に大豆油が用いられ、粒子の直径は400–600 nmである。

### 化学合成
エマルションは、ポリマーの製造に使用される（乳化重合）。乳化重合によって、接着剤や塗料、合成ゴムが製造される。

## 関連文献
- 堀内照夫「特集総説 乳化技術の基礎と進化(1)：乳化基礎理論」『日本化粧品技術者会誌』第44巻第1号、日本化粧品技術者会、2010年、2–22頁、doi:10.5107/sccj.44.2、ISSN 0387-5253。
- 鈴木敏幸「特集総説 乳化技術の基礎と進化(2)：乳化技術の基礎（相図とエマルション）」『日本化粧品技術者会誌』第44巻第2号、日本化粧品技術者会、2010年、103–117頁、doi:10.5107/sccj.44.103、ISSN 0387-5253。